# Bernholm
Bernholm är en ö i Brändö kommun på Åland (Finland).
Bernholm har Fiskö i öster, Långskär i norr, Storskäret i öster och Bässkär i söder. Öns högsta punkt är 11 meter över havet och arean är 0,39 kvadratkilometer. 
Öns area är 38,9 hektar och dess största längd är 1,1 kilometer i nord-sydlig riktning.
Terrängen på Bernholm består av klipphällar och hällmarksskog. I mitten av ön finns ett kärr omgärdat av klibbal. Ön är platt utom den västra delen av ön som kallas Hommannäset som är mer kuperad. Vattnen runt Bernholm är grundfyllda.